# Liechtenstein en los Juegos Olímpicos de Nagano 1998
Liechtenstein estuvo representado en los Juegos Olímpicos de Nagano 1998 por ocho deportistas, cinco hombres y tres mujeres, que compitieron en dos deportes.
La portadora de la bandera en la ceremonia de apertura fue la esquiadora alpina Tamara Schädler. El equipo olímpico liechtensteiniano no obtuvo ninguna medalla en estos Juegos.